# Crime Shades
Crime Shades (The Caveman's Valentine) è un film del 2001 diretto da Kasi Lemmons, basato sul romanzo di George Dawes Green.

## Trama
Romulus Ledbetter è un folle musicista che vive solo in una caverna in un parco di New York. Un cadavere viene rinvenuto davanti al suo rifugio: un fatto sconvolgente che lo porta a improvvisarsi investigatore. La polizia sostiene che la vittima sia deceduta per il freddo, ma Romulus è certo trattarsi d'un delitto. Nelle sue indagini non utilizza mezzi convenzionali ma il proprio singolare intuito e la lucidità che, nelle situazioni estreme, soltanto lui può avere.